# دون أرشيبالد
دون أرشيبالد هو لاعب كرة قدم كندي، ولد في 1907 في فانكوفر في كندا، وتوفي في 10 مايو 1968. شارك مع منتخب كندا لكرة القدم.